# 郡上市立那留小学校
郡上市立那留小学校 （ぐじょうしりつ なるしょうがっこう）は、岐阜県郡上市白鳥町にある公立小学校。

## 通学区域
- 通学区域は白鳥町那留である。公立中学校の進学先は郡上市立白鳥中学校である[1]。

## 沿革
- 1873年（明治6年） - 那留村に那留学校が開校。
- 1877年（明治10年） - 中ヶ市地区に移転。
- 1886年（明治19年） - 那留簡易科小学校に改称する。
- 1893年（明治26年） - 那留尋常小学校に改称する。
- 1897年（明治30年）4月1日 - 野添村、六ノ里村、陰地村、西多村、那留村が合併し、牛道村が発足。
- 1908年（明治41年） - 牛道尋常高等小学校に統合され、牛道尋常高等小学校那留分校となる。
- 1923年（大正12年） - 川島地区に移転。
- 1941年（昭和16年） - 牛道国民学校那留分校に改称する。
- 1947年（昭和22年） - 牛道村立牛道小学校那留分校に改称する。
- 1956年（昭和31年）4月1日 - 白鳥町（初代）、北濃村、牛道村が合併し、白鳥町が発足。同時に白鳥町立牛道小学校那留分校に改称する。
- 1960年（昭和35年） - 白鳥町立牛道第二小学校として独立。
- 1966年（昭和41年） - 校舎（鉄筋コンクリート造2階建）が完成。
- 1968年（昭和43年） - 白鳥町立那留小学校に改称する。
- 1995年（平成7年） - 現在地に新築移転。
- 2004年（平成16年）3月1日 - 八幡町、大和町、白鳥町、高鷲村、美並村、明宝村、和良村が合併し、郡上市が発足。同時に郡上市立那留小学校に改称する。